# 増田純一
増田 純一（ますだ じゅんいち、1942年 -）は日本の歯科医師、歯学者。小児歯科専門医として知られる。

## 経歴
- 1942年、佐賀県武雄市生まれ。
- 1967年、九州歯科大学を卒業。
- 1982年、福岡市中央区にてマスダ小児歯科を開業。
- 1984年、九州歯科大学　歯学博士　論文の題は「ラット切歯の発生および初期発育過程における神経分布に関する研究 」[1]。
- 1999年には、マスダ小児矯正歯科医院として佐賀県武雄市に移転。

## 所属団体
- 日本歯科医師会
- 日本小児歯科学会[2]
- 日本審美歯科協会[2]
- 日本矯正学会[2]
- 日本顎咬合学会 理事[3]

## 著書

### 共著
- 『若き歯科医師のための クリニカル・ベーシック講座』（2011年、Medical Tribune）ISBN 4895893693
- 『家庭の歯学―目で見るお口の百科』（1990年、クインテッセンス出版）ISBN 487417325X
- 『Health Dentistry  ( 健口歯科 ）-０歳から“噛む” で健康長寿』（2015年、グレードル）ISBN 9784908138355